# Joseph Stallaert

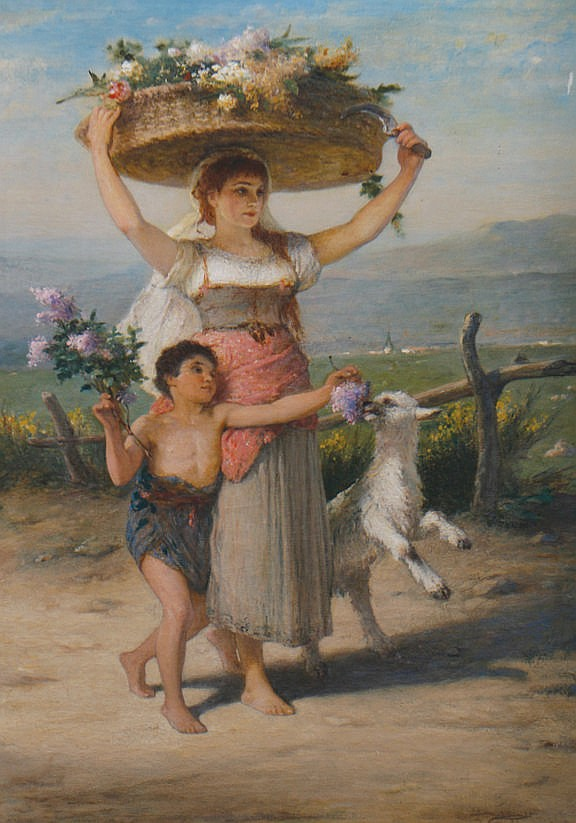
Das Blumenmädchen (undatiert)

Joseph Stallaert (* 19. März 1825 in Merchtem; † 24. November 1903 in Brüssel) war ein belgischer Genre-, Porträt- und Historienmaler.
Stallaert studierte bei François-Joseph Navez, anfangs privat, nach dem Tod seines Vaters 1839 eingeschrieben an der Académie royale des Beaux-Arts de Bruxelles.
Dank dem 1847 erhaltenen Prix de Rome verbrachte er den Zeitraum von 1848 bis 1853 in Rom.
Dort lernte er Alexandre Cabanel kennen und wurde von Raffael beeinflusst. Nach seiner Rückkehr
wurde er zum Direktor der Akademie der bildenden Künste in Tournai berufen. 1865 wurde er zum ersten Lehrer für Zeichnen und Malen aus der Natur an der Brüsseler Akademie gewählt. 1881 wurde er mit dem belgischen Leopoldsorden ausgezeichnet.
Nach dem Tod von Jean-François Portaels wurde er 1895 geschäftsführender Direktor. Drei Monate später wurde er aufgrund seines Dienstalters Direktor. Seine Amtszeit lief 1898 aus und er wurde vom Bildhauer Charles van der Stappen abgelöst. Aufgrund einer Maßnahme des Stadtrats, die als obligatorisches Rentenalter siebzig festsetzte, verließ Stallaert die Schule und erhielt eine Rente.
Die Académie royale des Sciences, des Lettres et des Beaux-Arts de Belgique wählte ihn 1883 zum korrespondierenden und 1888 zum vollen Mitglied.